# Рунгуры
Рунгуры (укр. Рунгури) — село в Печенежинской поселковой общине Коломыйского района Ивано-Франковской области Украины.
Население по переписи 2001 года составляло 2492 человека. Занимает площадь 8,05 км². Почтовый индекс — 78272. Телефонный код — 803433.

## История
В 1946 году указом ПВС УССР село Рунгуры переименовано в Ново-Марковку.
В 1993 г. селу возвращено историческое название.